# Туришка Вас-на-Похорю
Туришка Вас-на-Похорю (словен. Turiška vas na Pohorju) — поселення в общині Словенська Бистриця, Подравський регіон‎, Словенія.